# Driss Basri
Driss Basri (arabisch إدريس البصري Idrīs al-Baṣrī; * 1938 in Settat, Marokko; † 27. August 2007 in Paris) war ein marokkanischer Politiker. Er wirkte unter König Hassan II. seit 1979 als Innenminister; König Mohammed VI. entließ ihn fünf Monate nach seiner Thronbesteigung im Jahr 1999. Basri wird für zahlreiche Menschenrechtsverletzungen während seiner 20-jährigen Amtszeit verantwortlich gemacht. Er starb im August 2007 nach langer Krankheit mit 69 Jahren in Paris.